# Jevgeni Stjetenin
Jevgeni Nikolajevitsj Stjetenin (Wit-Russisch: Евгений Николаевич Щетинин; Yevgeny Nikolayevich Shchetinin) (Minsk, 1 februari 1970) is een Wit-Russisch tafeltennisser. Hij won in Courmayeur 2003 samen met de Oostenrijker Chen Weixing het Europees kampioenschap voor mannendubbels. De Wit-Rus won dat jaar tevens de EK-titel op het toernooi voor landenteam met de nationale mannenploeg. Stjetenins hoogst behaalde positie op de ITTF-wereldranglijst is de 47e, behaald in januari 2001.

## Sportieve loopbaan
Stjetenin debuteerde in het internationale (senioren)circuit op het Europese kampioenschap van Göteborg 1990, toen nog namens de Sovjet-Unie. Hij speelde dat jaar alleen in het dubbelspel voor mannen, waarin hij tot de kwartfinale kwam. Op zijn eerste EK-finale moest Stjetenin dertien jaar wachten, maar hij bereikte deze toen meteen in twee verschillende disciplines en won in beide goud. Behalve Europees kampioen met de nationale mannenploeg werd hij dit ook in het dubbelspel voor mannen. Samen met Weixing veroordeelde hij in de finale het Russische koppel Dmitri Mazoenov/Aleksej Smirnov tot het zilver. Het duurde vervolgens vijf jaar tot Stjetenin in Sint-Petersburg 2008 zijn volgende EK speelde. Daarop haalde hij met de nationale ploeg wederom de finale, maar verloor daarin ditmaal van Duitsland.
Stjetenin vertegenwoordigde Wit-Rusland van 1993 tot en met 2008 op negen wereldkampioenschappen en de Olympische Spelen van zowel 1996 (dubbelspel) als 2000 (enkel- en dubbelspel). Op WK's kwam hij in geen enkele discipline ooit verder dan de laatste 32. Op de Olympische toernooien kon hij in elke discipline na één ronde zijn koffers pakken.

Sinds 1997 speelt Stjetenin toernooien op de ITTF Pro Tour. Zijn beste resultaat daarop is een plaats in de halve finale enkelspel van het Wit-Rusland Open 2008.